# واهان پاپازیان (زاده ۱۸۷۶)
واهان مسروبی پاپازیان (ارمنی: Վահան Մեսրոպի Փափազյան؛ ۱۸۷۶ – ۱۹۷۳) یک پزشک، سیاستمدار و کنشگر سیاسی ارمنی‌تبار بود.